# 多美滋
多美滋是一家婴儿和儿童营养品公司。其产品主要以配方奶粉为主。多美滋是总部位于法国巴黎的达能集团的一部分。 多美滋是达能集团旗下产品之一，产品在中国大陆、新加坡、马来西亚、泰国、印度销售。
多美滋曾是宝隆洋行的子公司，2005年Numico从宝隆洋行收购了多美滋的全部股份，后在2007年10月31日，Numico的90%股份被达能收购，并成为其下子公司。现在，多美滋品牌由达能持有。

## 历史
关于多美滋品牌的历史朔源有两个说法：一个说法是其于1896年由荷兰的两兄弟 Jan 和 Martinus van der Hagen成立；另一个说法则是“1946年诞生于欧洲”。
1957年泰国多美滋公司成立，多美滋奶粉同时进入泰国市场，当时公司及工厂位于曼谷湄南河地区。1990年，公司和工厂搬迁至Bang Phli工业区。
多美滋（马来西亚）有限公司于1958年成立，同年正式进入马来西亚和新加坡市场。该公司在汝来工厂生产婴幼儿营养产品，然后将这些产品分销到马来西亚和新加坡，并出口到亚洲、中东和欧洲的超过15个国家。但该工厂已于2020年1月13日停产，其生产线则陆续迁移至泰国。

## 中国业务

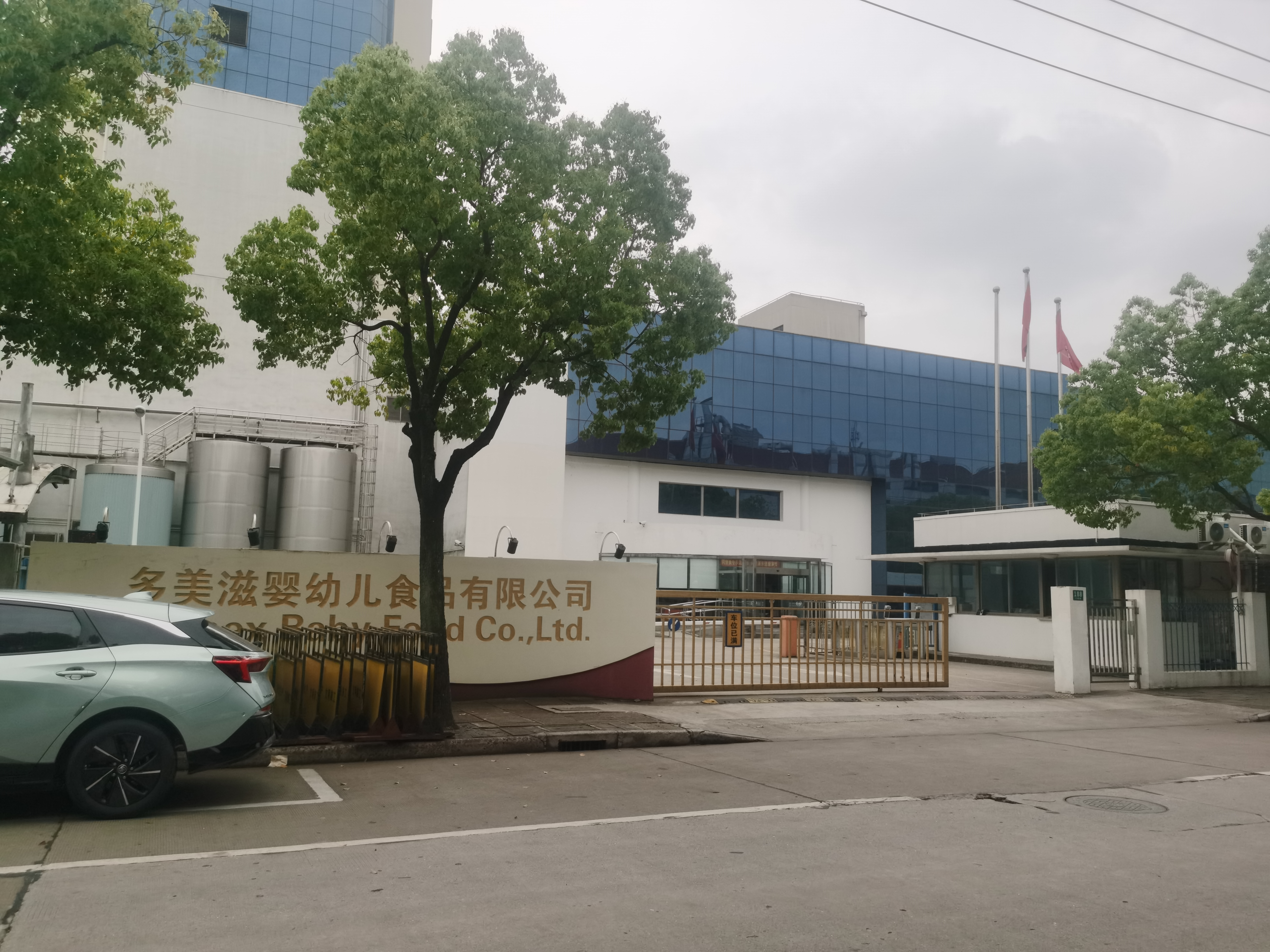
多美滋中国于上海金桥的工厂

多美滋于1992年进入中国大陆市场，其在上海市金桥出口加工区的生产工厂——多美滋婴幼儿食品有限公司 (Dumex Baby Food Co., Ltd.)，于1995年正式投产。多美滋品牌曾是达能旗下所有奶粉品牌当中唯一在中国大陆设有工厂，并实现全部产品本土化生产的品牌，其在中国拥有较高的知名度，其在2004年至2012年间保持了连续9年的增长，据尼尔森2013年进行的统计，多美滋中国占据中国婴儿配方奶粉传统渠道市场份额第二，多美滋的产品在华东地区一二线城市受消费者青睐。
2013年8月，恒天然称其供应的浓缩乳清蛋白浓缩物可能出现肉毒杆菌（参见“恒天然事件”），多美滋奶粉受此影响，在警示后立即召回产品，造成其净销售额及盈利从2012财年的57.3亿元和7.65亿元，分别跌至2014财年的13.19亿元及亏损7.71亿元。根据中国会计准则编制的经审计的财务报表，截止2014年底，多美滋中国净资产价值亏损高达10.51亿元。
由于多美滋中国的业绩不断下滑，达能决定出售多美滋中国业务。2015年12月2日，蒙牛乳业与雅士利联合发布公告：雅士利于12月1日与达能达成收购协议，雅士利以12.3亿港元收购多美滋中国全部股权，全部以现金支付。交割后，多美滋中国将成为雅士利的间接全资附属公司。2016年5月2日，多美滋中国的股份完成交割，多美滋中国成为雅士利集团的子公司。
2022年5月6日，达能宣布，为进一步调整在中国的业务与产品组合，公司同意向蒙牛出售达能所持有的雅士利25%的股份和内蒙古乳制品合资公司20%的股份，并宣布回购多美滋中国。同日晚间，蒙牛乳业与雅士利发布联合公告，披露三项交易：包括达能（DANONE）将低温业务合营公司股权及雅士利股权出售给蒙牛，同时达能购回蒙牛手中的多美滋中国股份。达能蒙牛出售案之后，蒙牛与达能同意将解除蒙牛达能现有关系。多美滋中國的股份已于2023年3月2日完成交割，自此开始，多美滋中国成为达能中国的全资子公司。

## 事件与争议

### 2013年恒天然集团肉毒杆菌事件
2013年8月3日，新西兰初级产业部宣布，新西兰乳制品巨头恒天然集团旗下部分产品可能含有肉毒杆菌毒素。可能受污染的产品被用于婴儿配方奶粉和运动饮料的生产。
多美滋当天晚上在其官网上发布声明，称其部分产品确实受此影响，并立即启用产品追溯系统。 
8月4日，中国国家质检总局公布首批受该事件影响的企业，多美滋婴幼儿食品有限公司赫然在列。
2013年8月27日，上海市质监局表示，奶粉生产商多美滋早前宣布在中国召回的产品未检出肉毒杆菌和肉毒毒素。
2013年8月28日，新西兰政府官员表示，测试显示此前曾引发消费者恐慌的恒天然问题乳品并未被肉毒杆菌污染，对于消费者的身体健康没有任何危害。这位官员还表示，此结果经过了国内外科研人员的考证。科学家们利用各种不同的方法去测试，均得出肉毒杆菌呈现阴性的结论。 

### 2013年中国新生婴儿第一口奶事件
2013年9月16日，央视新闻报道称，新生儿在医院喝“第一口奶”，背后暗藏金钱交易，而多美滋被曝出贿赂医生和护士，报道时天津多家醫院均存在此類情況。通过给好处费、提成等手段，使护士强喂多美滋婴儿奶粉，令新生儿对其形成依赖，排斥母乳，进而达到长期牟利的目的。隨後又有知情人爆料，奶粉企業與醫護人員的腐敗并不僅限於天津市，涉及省區市已達七個。而記者在廣東調查發現，當地也存在相同的情況。9月16日下午，多美滋中国即发布声明“表示非常震惊和重视”，并称“严格遵循中国的法律法规，包括《母乳代用品销售管理办法》，并为此设立了严格的管理制度。”
多美滋婴幼儿食品公司总经理包博睿接受央视采访时表示：央视报道的内容与多美滋公司开展的一个"妇幼健康教育项目"有关，操作过程中由于管理不力，出现了一些有悖项目初衷、违反公司政策的行为。多美滋对不合规的行为绝不姑息，深表歉意，同时采取了行动。第一个措施就是立即全面终止这个"妇幼健康教育项目"在所有地区的执行。此外，多美滋中国公司领导层对此事负有责任，公司将任命新的高级管理人员。
2013年10月14日，天津市人民政府新闻办公室官方微博公布了“第一口奶”调查结果，13名问题比较严重的违纪违规人员受到处理。

### 反垄断罚款事件
2013年8月7日，国家发改委宣布，合生元等6家乳粉企业因违反反垄断法，限制竞争行为共被罚约6.7亿元，其中多美滋被罚约1.72亿元，占多美滋公司上一年度销售额的3%。

### 食品安全生产不合规
2018年6月15日，国家市场监管总局发布了对多美滋食品公司等6家乳品企业食品安全生产规范体系检查情况的函。检查发现，多美滋部分食品安全管理制度落实不到位，个别设施未持续保持生产许可条件。要求公司进行整改。

### 竹脚医院奶粉受污染事件
2018年8月20日，新加坡农粮与兽医局发现多美滋Mamil Gold婴儿配方奶粉含有对婴儿有害的细菌，并进行了回收。该局在新加坡销售的多美滋Mamil Gold婴儿配方奶粉一段（850克）的样本中检测到阪崎肠杆菌，并已指示进口商达能多美滋（新加坡）召回受影响产品。新加坡卫生部又在21日晚间发布公告，称在8月1日至20日之间入住竹脚妇幼医院和新加坡国立大学医院的未满六个月婴儿，可能服用含有了阪崎肠杆菌的多美滋Mamil Gold第一阶段婴儿配方奶粉850克装。受影响奶粉是适合零至六个月婴儿食用的，原产地为马来西亚，批号09117R1，2019年9月11日到期。受此影响，多家超市业已将这批受影响的奶粉下架。据报道，马来西亚当局的调查显示，这批850克装奶粉只出口到新加坡。
此后，达能要求购买了多美滋问题奶粉的消费者退款时须填写一张表格。表格中存有条款，指明豁免两家公司Danone Dumex Early Life Nutrition Singapore和KWH Marketing，所有因多美滋产品引发的追究和索赔。新加坡消费者协会指出，这一做法是不公平的。若婴儿因饮用奶粉而生病，消费者只能拿到奶粉的退款，因此要求消费者放弃进一步追究索赔是不公平。消协也提到，一般上豁免条例不能在法律上排除所有责任，例如一个人不能使用相关条例豁免因疏忽导致的行为。

### 关闭马来西亚森州工厂
2020年1月，达能多美滋集团（Danone Dumex）宣布将关闭其位于马来西亚森美兰州汝来工业区配方奶粉厂，导致165名员工面临失业，所有受影响的员工仍然会获得1月和2月的月薪。主管人力资源事务的森州行政议员（内阁部长）阿鲁古玛说，根据他获得的资料，该厂已在当月13日停止操作，并将会把生产线迁至泰国。“他们已经在泰国有了公司，那么就将（工厂）运作搬去了泰国。这不关其他因素。”